# Karlovitz Béla
Karlovitz Béla (Pápa, 1904. november 9. – Pennsylvania, 2004. február 29.) magyar mérnök, aki úttörő munkát végzett áramtermelő eljárás fejlesztése területén, mely közvetlenül a forró gáz mozgási energiáját alakította elektromos árammá, méghozzá mozgó alkatrész nélküli berendezésben. Az ezt megvalósító eszköz a magnetohirdodinamikus (MHD) generátor. E mellett a tüzeléstechnikában elterjedten alkalmazott Karlovitz-szám is a nevéhez fűződik.

## Élete
Katolikus családba született. Édesapja Karlovitz Adolf volt, gyógyszerész, édesanyja, Hanauer Ilona, a helyi vaskereskedő lánya volt, akinek révén Hanauer Árpád István váci püspökkel is rokonságban álltak. Béla a négy testvér közül a legfiatalabb volt. Gimnáziumi tanulmányait a Türr István Gimnázium és Kollégiumban végezte, ahol 1922-ben érettségizett. Érdekesség, hogy édesapja üzlete pont az iskola szomszédságában volt. 
Budapesten tanult tovább, gépészmérnöki oklevelét jó minősítéssel a BME-n szerezte meg 1926-ban. Ez időtájt még a felsőoktatásban nem volt villamosmérnök képzés, így ilyen irányú tanulmányokat az ETH Zürich-en folytatott. Karlovitz svájci lányt vett feleségül, Maria von Karlovitz-Königgel házasságuk majdnem 60 évig kitartott.
Miután hazatért, a Budapesti Elektromos Műveknél kapott állást. Karlovitz és munkatársa, Halász Dénes, kifejlesztettek egy eljárást, amivel a korabeli hőerőgépekhez képest mintegy 50%-kal jobb termodinamikai hatásfokot véltek elérni a Joule-Brayton-körfolyamatot alkalmazva. A találmány lényegéről Az Ujság 1938. július 31-i száma a következőképpen írt:

„A tüzelésből keletkező füstgáz az égési meleg felhasználásából nagy sebességet nyer, és ez a nagy sebességgel áramló és külön eljárással ionizált füstgáz egy elektromágneses rendszeren vezettetik keresztül, ahol munkaképességének nagy részét villamos-energia alakjában hasznosítja. Az energia átalakítása mozgó alkatrész nélkül történik.”

Itthon nem tudta hasznosítani szabadalmát megfelelő anyagi és technológiai háttérrel rendelkező villamosipari cég támogatásának hiányában, ezért az amerikai Westinghouse céghez ment 1938-ban a Siemens ajánlására,. A magnetohidrodinamikus (MHD) generátort 1940. augusztus 13-án szabadalmaztatták Halász Dénessel az US2210918A lajstromszám alatt, Eljárás energiaátalakításra címmel. Története mégsem illeszthető be teljesen a honi érdektelenség miatt távozó kutatók sorába: a találmány horderejét bizonyítja, hogy Karlovitznak maga Budapest polgármestere adott egyévi szabadságot korábban. A polgármester 1938. június 30-án kelt rendelete hangsúlyozta:

„a szabadságot engedélyezni kellett, nemcsak azért, mert az uj áramtermelő eljárás hasznos eredményt jelent az elektromos gazdálkodásnak, hanem azért is, mert a két magyar mérnök találmánya a magyar mérnöki kar nemzetközileg elismert tekintélyét növeli.”

A lap azt is megírta, hogy a cég egy teljes évig vendégül látja, valamint a kísérlet félmillió dollárnyi költségét finanszírozza. Az egyévi szabadság alatt viszont kitört a háború, emiatt felesége és családja csak 1946-ban tudott kiutazni hozzá. Karlovitz az amerikai Westinghouse-nál 1947-ig dolgozott, ezt követően tüzeléstechnikai kutatásokat végzett, 1953-ig a pittsburghi székhelyű Explosives and Physical Science Division, Bureau of Mines cégnél a lángok kutatásával foglalkozó osztályánál dolgozott, ahol igazgatói pozícióig jutott. Ezt követően a Combustion and Explosive Research, Inc. cégnél munkálkodott. Karlovitz Bélának komoly tervei voltak, és szándékában állt a tudását Magyarországon kamatoztatni, azonban elsősorban a politikai helyzet, másodsorban a felívelő karrierje végeredményben az USA-hoz kötötték, ahol haláláig élt. A Bencés Diákszövetség hírlevelének tanúsága szerint még 98 évesen is aktív szellemi munkát folytatott, és tartotta a kapcsolatot szülőhazájával.
Az MHD-generátor tudományos potenciálját több kutató is felismerte a '60-as években, így 1962-ben az eljárás mérnöki lehetőségeit egy ennek az eljárásnak dedikált konferencián tárgyalták a kutatók az Egyesült Királyságban, melyet további két konferencia követett kétévente. Ebben az időszakban az eljárás alulmaradt az előretörő atomenergia erőművi hasznosításával szemben. Bár a ’60-as években az atomtechnológia felülkerekedett, a ’70-es években ismét utat talált magának az MHD-generátor fejlesztése, ugyanis a széntüzelésű hőerőművek gőzturbinás körfolyamatainál jobb hatásfokkal kecsegtetett, valamint ekkorra már néhány cég demonstrálta a működését, így ipari tapasztalat is létezett ennek kapcsán. A célirányos kutatás a ’80-as években kapott ismét erőre, immáron a hőerőművi alkalmazásokra fókuszálva. Gyakorlatilag minden nagyhatalom végzett kutatásokat az eljárás gyakorlatba való átültetésére, érdekes módon jugoszláv mérnököknek sikerült 1989-ben megépíteni az első MHD-generátor alapú hőerőművet, majd később az USA-ban és Oroszországban is elkészültek az első erőművek. Ebben az érában az MHD-generátor fő technológiai kihívója a kombinált ciklusú erőmű volt, mely egy gázturbinából és egy gőzturbinából állt, ahol a gőzturbina a gázturbina forró füstgázának hőjéből állította elő működéséhez szükséges gőzt. Azonban az MHD-ismét alulmaradt a magasabb ára miatt.
A nemzetközi közönséghez az MHD-hajtás a tengerészeti alkalmazásokon keresztül jutott el. Tom Clancy első és egyben a világhírt hozó, Vadászat a Vörös Októberre című regényében, a hidegháború alatt a szovjetek egy Tájfun osztályú tengeralattjárót fejlesztenek ezzel a hajtásrendszerrel, ami közel láthatatlanná teszi a szonárok elől.  A könyv sikere mentén 1990-ben Oscar-díjjal jutalmazott filmes adaptáció is készült belőle. A regény a fantasztikum ellenére műszakilag megalapozott volt, hiszen az MHD-meghajtás tengeri alkalmazása a ’60-as évektől kezdve folyamatosan terítéken volt, az első hajó, a Yamato-1  viszont csak a ’90-es évek elején készült el technológiai nehézségek miatt. Azonban a végsebessége mindössze 8 csomó volt, ami megpecsételte az MHD-alapú körfolyamatok sorsát. Az MHD-generátor előnye a mozgó alkatrészektől mentes üzem, így nem ütközik anyagszerkezettani korlátba az alkalmazhatósága úgy, mint a turbinás körfolyamatok esetén, ez biztosította a technológia számára azt az előnyt, ami a fejlesztéseket több mint 50 éven keresztül hajtotta. Bár az energetikában nem hasznosult végül, viszont a fizikai elvet a mai napig számos műszer alkalmazza, például elektromosan vezető folyadékok áramlásmérői.
A termodinamikai alkalmazáson túl Karlovitz Béla neve a tüzeléstechnikában is ismert, hozzá kötődik a kémiai és az áramlástani időlépték arányát kifejező dimenziótlan szám, a Karlovitz-szám. Ennek reciprokát, a jobban elterjedt Damköhler-számot Gerhard Damköhler német vegyészmérnök évekkel később vezette be. A dimenziótlan szám fontos alapkövét képezi a Borghi-diagramnak, ami a turbulens lángokat osztályozza. Az időléptékek arányát kifejező dimenziótlan szám a turbulencia kutatásával, Andrey Kolmogorov szovjet matematikus úttörő munkája, és az égés numerikus szimulációjának fejlődése révén került a figyelem középpontjába, melynek alapjait Kármán Tódor fektette le. Az időskálák arányának az ismerete alapvetően befolyásolja a modellezésnél alkalmazható egyszerűsítő módszereket. Ezt a számításokat végző kutatónak előre ismernie kell, hiszen még a legerősebb szuperszámítógépek is képtelenek részletes reakciókinetikai modellek alkalmazásával egy kellően részletes áramlástani felbontású modellen egy valós tüzelőberendezés tűzterében végbemenő folyamatainak szimulálására. Így valamennyi hőerőgép fejlesztését ma is elemeiben határozza meg a Karlovitz-szám.
A kutató hazatelepülését a politikai helyzet akadályozta meg, bár három alkalommal sikerült hazalátogatnia. Karlovitz Béla kevesebb, mint egy esztendő híján száz évet élt. 3 gyermekétől 12 unokája született. Feleségével közös, 126388715 számú sírja a Pennsylvania-beli Mount Lebanon Cemetery temetőben található, Allegheny megyében.